# Eleanor Paston

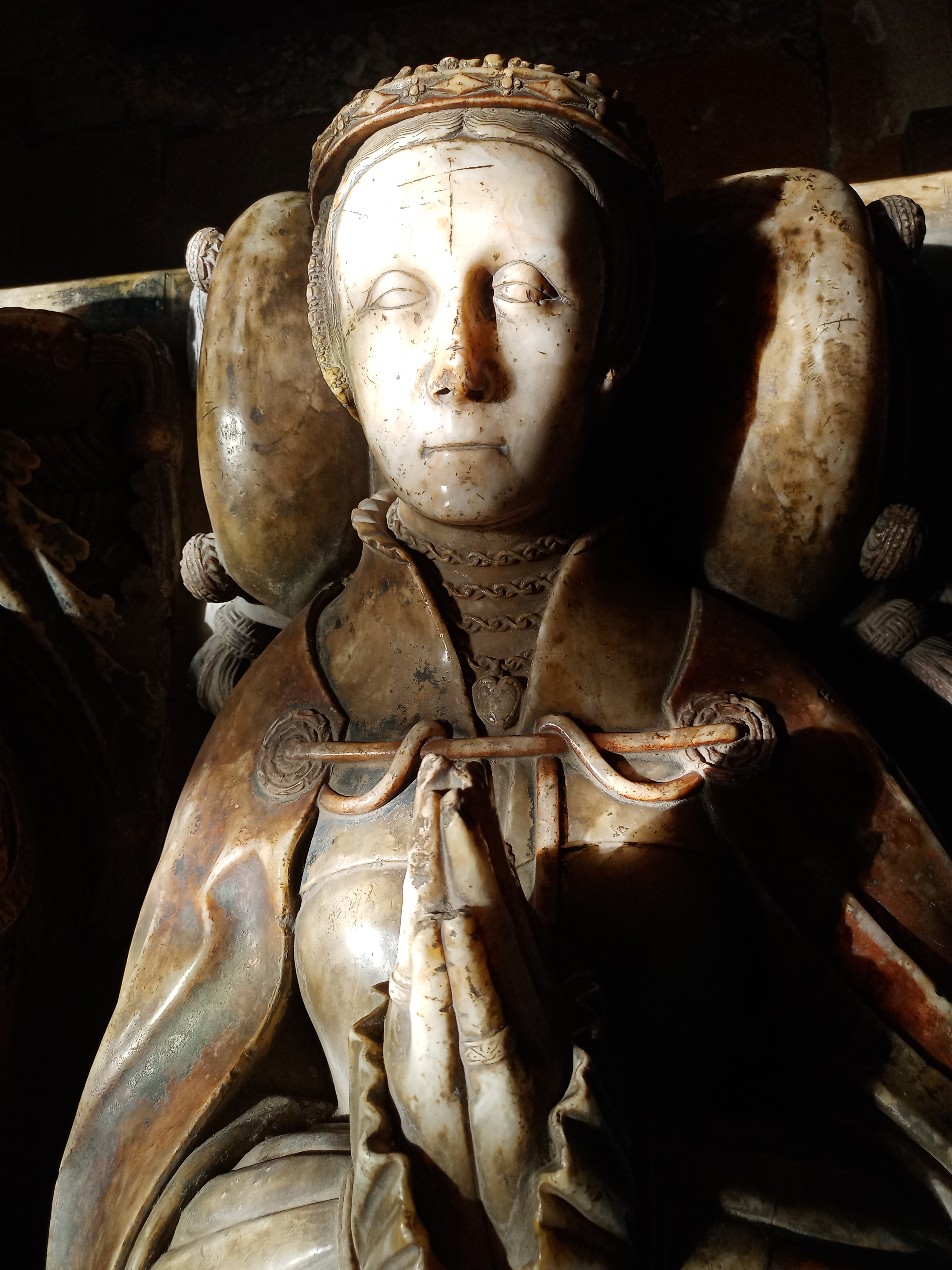
Eleanor Manners

Eleanor Paston, grevinna av Rutland, född 1495, död 1551, var en engelsk hovfunktionär.  
Hon var hovdam för fyra av Henrik VIII:s fruar, och spelade en viktig roll i hans skilsmässa från Anna av Kleve.
Hon var dotter till Sir William Paston och Bridget Heydon, och gifte sig 1523 med Thomas Manners, 1st Earl of Rutland. Paret fick tolv barn. 
Eleanor Paston nämns första gången vid hovet 1532, och anställdes sedan som hovdam hos drottning Anne Boleyn, troligen 1533. Hon fortsatte sedan sin tjänst som hovdam hos Jane Seymore, Anna av Kleve och Katarina Howard. 
Hon är känd för det vittnesmål hon gav under kungens skilsmässa från Anna av Kleve. Jane Boleyn, Eleanor Paston och Katherine Edgcumbe vittnade vid Henrik VIII:s skilsmässa i juni 1540 att drottningen var oskuld och inte medveten om hur ett samlag gick till, vilket ledde till att äktenskapet förklarades ofullbordat och upplöstes. 
Hennes make avled 1543 och hon drog sig tillbaka från hovet och var inte anställd hos Henriks sista drottning, Katarina Parr.